# Fredrik Anton Bergwall
Fredrik Anton Bergwall, född 3 maj 1804 i Sankt Olofs församling, Östergötlands län, död 26 december 1877 i Sankt Olofs församling, Östergötlands län, var en svensk fabrikör, riksdagsman och politiker.

## Biografi
Fredrik Anton Bergwall föddes 1804 i Sankt Olofs församling, Norrköping. Han var son till klädesfabrikören Jöns Anton Bergwall (1771–1820) och Hedda Sofia Werderman i Norrköping. Han var klädesfabrikör i Norrköping. Bergwall avled 1877 i Sankt Olofs församling, Norrköping.
Bergwall var riksdagsledamot för borgarståndet i Norrköping vid riksdagen 1847–1848 och riksdagen 1856–1858 (från den 28 februari 1857). I riksdagen var han bland annat ledamot i bevillningsutskottet 1847–1848 och i det förstärkta statsutskottet 1857–1858.[källa behövs]

### Familj
Bergwall gifte sig 1832 med Elisabet Johanna Lindstedt (1808–1866).